# Eku Wand

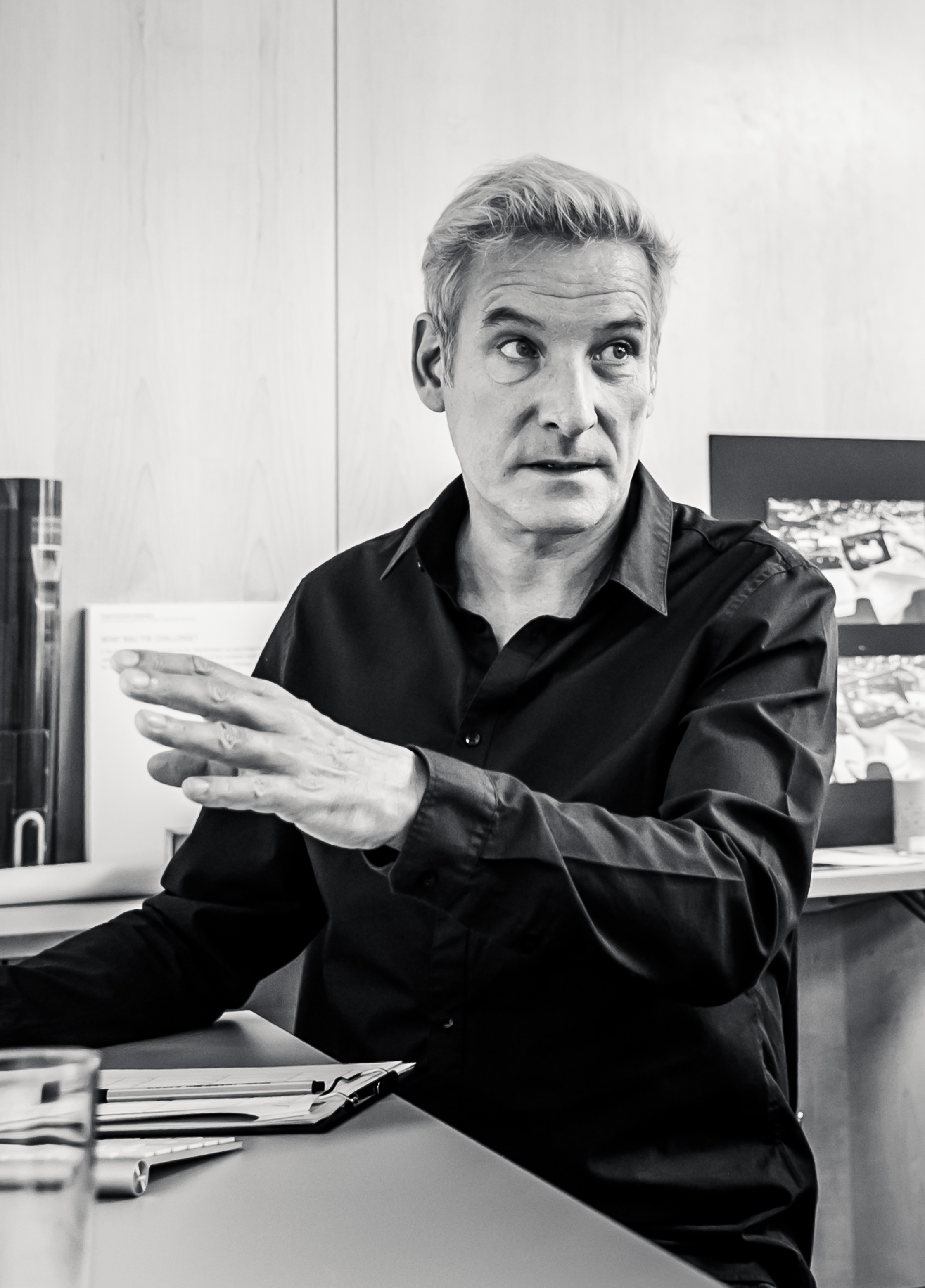
Eku Wand

Eku Wand (* 25. Oktober 1963 in Düsseldorf als Uwe Wand) ist ein deutscher Gestalter, Mediendesigner und Multimedia-Regisseur. Wand ist Professor für Mediendesign und Multimedia an der Hochschule für Bildende Künste Braunschweig mit dem Forschungsschwerpunkt Interactive Storytelling.

## Leben
Eku Wand studierte in den 1980er Jahren an der Hochschule der Künste, heute Universität der Künste Berlin, Visuelle Kommunikation. Nach Mitarbeit als Art Director für Computer Animation und Videoproduktion bei der Berliner Cinepool gründete er 1991 zusammen mit Paulus Neef die Firma Pixelpark, heute Digitas Pixelpark in Berlin, war dort einer der Geschäftsführer und Creative Director. Pixelpark gehörte Anfang der 90er Jahre zu den ersten Multimedia-Agenturen in Deutschland und war Wegbereiter der New Economy. Neef und Wand wurden später als „Internet-Pioniere“ eingestuft.
Mit Pixelpark realisierte Wand beispielsweise das interaktive Verkaufsförderungs-Terminal (Kiosksystem) MusicMaster für die Warenhauskette Karstadt, das es Kunden ermöglichte, über berührungsempfindliche Bildschirme auf über 60.000 Musik- und Videotitel zuzugreifen. 1995 beteiligte sich der Bertelsmann-Konzern an Pixelpark, die Firma wandelte sich in eine AG und ging 1999 an die Börse, geriet ab 2001 in wirtschaftliche Turbulenzen und gehört heute zur internationalen Agenturgruppe Publicis.
Wand verließ bereits 1993 Pixelpark, weil ihm die Entwicklung zu stark in eine rein kommerzielle Ausrichtung und das Wachstum der Agentur zu schnell ging und er gründete das Multimediastudio eku interactive, das er bis heute betreibt. Hier konzipierte und produzierte er interaktive New Media Projekte, gestaltete grafische Benutzeroberflächen und Internetseiten für Unternehmen unterschiedlicher Branchen, wie Bertelsmann/Telemedia, Burda Verlag, Daimler-Benz, BVG Berliner Verkehrsbetriebe, GASAG AG, Lufthansa Informationstechnik, Victoria Versicherungsgesellschaft und Volkswagen AG.
Als Autor, Regisseur, Produzent und Verleger entwarf und realisierte er Edutainment-CD-ROM-Titel und Computerspiele als Eigenproduktionen im Selbstverlag. Darunter den preisgekrönten interaktiven Dokumentar-Thriller „Berlin Connection“. Das innovative Projekt einer „digitalen Schnitzeljagd“ verbindet dokumentarisches Material mit Fiktion und Adventure Game. Des Weiteren produzierte Wand zusammen mit Dietmar Arnold, Erster Vorsitzender der Berliner Unterwelten, die interaktive Multimedia-CD-ROM-Dokumentation „Berlin im Untergrund – Eine interaktive Zeitreise unter den Potsdamer Platz“.
Zu seinen bekanntesten Werken zählt die animierte Visualisierung von Gedichten des österreichischen Dichters und Schriftstellers Ernst Jandl, die 130 mal auf Filmfestivals und in Ausstellungen gezeigt wurde. Wand erhielt für seine Mediengestaltungsprojekte Auszeichnungen und Preise auf der IMAGINA, SIGGRAPH, Prix Ars Electronica und Europrix.
Die künstlerischen Mediendesign- und Multimedia-Arbeiten von Eku Wand waren auf Medienfestivals und Ausstellungen vertreten und dauerhaft ausgestellt, unter anderem im Centre Georges-Pompidou in Paris, im Technischen Museum Wien und im Deutschen Hygiene-Museum in Dresden.
Nach Lehrtätigkeiten und Gastprofessuren in den 90er Jahren in Berlin (UdK), Zürich (SfGZ), Köln (KHM) und Weimar (Bauhaus-Universität) ist Wand seit 2001 Professor für Mediendesign/Multimedia an der Hochschule für Bildende Künste Braunschweig (HBK). Seit 2007 ist er dort Senatsbeauftragter für die Deutsch-Indonesischen Hochschulkontakte mit dem Institut Teknologi Bandung (ITB). Bandung ist seit 1960 Partnerstadt von Braunschweig.
2007 bis 2014 leitete Eku Wand das Institut für Medienforschung (IMF) an der HBK. Seine Lehr- und Forschungsschwerpunkte umfassen User Experience Design, Design Thinking, Interactive Storytelling, Narrative Environments sowie Game Design insbesondere Serious Games, Virtual Reality und Social Media. Wand ist als Juror bei Expertengremien tätig und war u. a. Mitglied der Jury des LeadAward, Webcuts Award, World Summit Award, Serious Games Award, der iF Design Awards, beim Deutschen Designer Club DDC sowie des German Design Award.
2009 bis 2014 entsteht unter der Federführung von Eku Wand die Exzellenzinitiative für die Games-Branche. In dieser bundesweit einmaligen Kooperation gehen die Hochschule für Bildende Künste Braunschweig und die Fachhochschule Braunschweig/Wolfenbüttel mit der Games Academy in Berlin und Frankfurt am Main gemeinsam neue Wege in der Ausbildung von Computer- und Videospiel-Entwicklern.
Zwischen 2011 und 2017 etablierte Wand die indonesische Bürgerinitiative „Save Bangka Island“, die das Ziel hatte, Eisenerzabbau auf der Insel Bangka (Nord-Sulawesi) zu verhindern und sie als Naturreservat zu erhalten. Wand gestaltete Motive, organisierte mediale Auftritte und orchestrierte eine langfristig angelegte Kampagne in Social-Media-Plattformen und Online-Medien.
2013 bis 2017 verlegt Eku Wand seinen Lebensmittelpunkt nach Indonesien und gründet mit einem deutschen Partner die Social Media Management und Marketing Agentur PT. tewa international.

## Auszeichnungen und Nominierungen
- 1991: Prix Pixel-INA Award, Beste studentische Arbeit, IMAGINA,[13] Monte-Carlo, Monaco
- 1991: 4. Computer-Generated Film Festival, Genf, Schweiz
- 1991: Electronic Theatre, SIGGRAPH, Las Vegas, USA
- 1991: Finalist, Computer Graphics, London, England
- 1991: Internationales Festival für Animation, Berlin, Deutschland
- 1991: WRO / Sound Basis Visual Art Festival, Breslau, Polen
- 1992: Silber BIMA-Award für Business-Presentationen, British Interactive Multimedia Association, London, England
- 1992: Finalist Award für Interactive Multimedia, New York Festivals, New York, USA
- 1992: Deutscher Spezialpreis, The 15. Tokyo Video Festival (by JVC), Tokio, Japan
- 1992: Silber-Award in der Kategorie Multimedia, 3. ITVA-Festival, München, Deutschland
- 1993: Ehrende Anerkennung, Prix Ars Electronica, Linz, Österreich
- 1998: Multimedia-Preis der Landeshauptstadt Stuttgart, 11. Stuttgarter Filmwinter, Stuttgart, Deutschland
- 1999: 2. Platz, Cin(E)-Poetry Festival, San Francisco, USA
- 2002: Nominierung, Europrix Multimedia Award – Excellence in New Media, Salzburg, Österreich
- 2002: Spezialpreis, Zebra Poetry Film Festival, Berlin, Deutschland
- 2008: Bester Kinderfilm, Zebra Poetry Film Festival, Berlin, Deutschland

## Werke
- „Gedichte von Ernst Jandl“ (Regie und Produktion). Computeranimation, Berlin 1989.
- „Mediascope 1992“ – Multimedia in der Anwendung. 2. Interaktive Multimedia-CD-ROM für Apple Computer Deutschland, Pixelpark, Berlin 1992.
- „Berlin Connection“ – Ein interaktiver Dokumentar-Thriller. Interaktive CD-ROM, eku interactive, Berlin 1998, ISBN 978-3-935709-00-2.
- „Berlin Connection: Gefährliches Spiel“. Krimi, Hartmut Mechtel und eku interactive, Berlin 1999.
- „Geruch und Gedächtnis“ – Ergebnisse aus der Neurobiologie. Interaktive Medieninstallation für 7 Hügel Ausstellung,[14] Martin-Gropius-Bau, Berlin 2000 und permanent im Deutschen Hygiene-Museum.
- „Berlin im Untergrund“ – Eine interaktive Zeitreise unter den Potsdamer Platz. Interaktive CD-ROM, eku interactive, Berlin 2001, ISBN 978-3-935709-02-6.

## Veröffentlichungen
- Einstiegsdroge Design. In: Mechtild Hauff (Hrsg.): mediauni-multi.media? Entwicklung – Gestaltung – Evaluation neuer Medien. Medien in der Wissenschaft. Band 6. Waxmann Verlag, Münster, New York, München, Berlin 1998, ISBN 3-89325-674-1, S. 187–192.
- Interactive Storytelling: The Renaissance of Narration. (Text) und „Berlin Connection“ – Structure & Design: Behind the scenes of an interactive Documentary Thriller (DVD-ROM-Beitrag). In: Martin Rieser/Andrea Zapp (Hrsg.): New Screen Media: Cinema/Art/Narrative. British Film Institute/ZKM Zentrum für Kunst und Medien, London 2002, ISBN 978-0-85170-864-5, S. 163–178, doi:10.5040/9781838710910.0022 (screenstudies.com [abgerufen am 20. April 2021]).[15]
- Künstlerischer Mehrwert oder ästhetischer Overkill? In: Berlin-Brandenburgische Akademie der Wissenschaften (Hrsg.): Gegenworte: Hefte für den Disput über Wissen. Band 9: Wissenschaft und Kunst. Berlin 2002, S. 38, 75–77, 97, urn:nbn:de:kobv:b4360-1004653.[14]
- Geschichten, Handlungsstränge, Ereignisse. Modell: Interaktive Geschichten erzählen. In: Monika Fleischmann/Ulrike Reinhard (Hrsg.): Digitale Transformationen. Medienkunst als Schnittstelle von Kunst, Wissenschaft, Wirtschaft und Gesellschaft. 2004, ISBN 978-3-934013-38-4, ISSN 1614-6662, S. 19, 242–247, 368.
- Gedichte von Ernst Jandl. In: Rudolf Frieling und Dieter Daniels (Hrsg.): Medien Kunst Netz 2 / Media Art Net 2. Thematische Schwerpunkte / Key Topics. Springer, Wien und New York 2005, ISBN 978-3-211-23871-4, doi:10.17192/ep2005.4.1563.[15]
- Das Dokumentar-Spiel „Berlin im Untergrund“. In: Alexander Glück (Hrsg.): Unterirdische Perspektiven. Die historische Nutzung verborgener Räume und ihre Möglichkeiten für die Zukunft. StudienVerlag, Innsbruck 2007, ISBN 978-3-7065-4327-9, S. 179–196.
- Interview: Save Bangka Island. In: Petra Hess und Melissa Schuhmacher (Hrsg.): Sulawesi – On The Road and Inside Indonesia. Bangka, Pulisan & Lembeh Strait. Berlin 2015, ISBN 978-3-00-048632-6, S. 116–119.
- Social Media and the Successful Anti-Mining Campaign in Bangka, Indonesia. (mit Kristina Großmann). In: Taylor & Francis Group (Hrsg.): Journal of Contemporary Asia. Volume 48. Issue 5: Party-State Governance and Rule in Laos, 6. Februar 2018, ISSN 0047-2336, S. 835–854, doi:10.1080/00472336.2018.1432675.